# Кубок Румунії з футболу 2019—2020
Кубок Румунії з футболу 2019–2020 — 82-й розіграш кубкового футбольного турніру в Румунії. Титул здобув ФКСБ.

## Календар
| Раунд           | Дата                        | Матчі | Клуби     |
| --------------- | --------------------------- | ----- | --------- |
| Перший раунд    | 31 липня 2019               | 38    | 145 → 107 |
| Другий раунд    | 14-15 серпня 2019           | 30    | 107 → 77  |
| Третій раунд    | 27-29 серпня 2019           | 27    | 77 → 50   |
| Четвертий раунд | 10-11 вересня 2019          | 18    | 50 → 32   |
| 1/16 фіналу     | 24-26 вересня 2019          | 16    | 32 → 16   |
| 1/8 фіналу      | 29-31 жовтня 2019           | 8     | 16 → 8    |
| 1/4 фіналу      | 3-5 березня 2020            | 4     | 8 → 4     |
| 1/2 фіналу      | 24-25 червня/8-9 липня 2020 | 4     | 4 → 2     |
| Фінал           | 22 липня 2020               | 1     | 2 → 1     |

## Регламент
У перших п'яти раундах беруть участь клуби нижчих дивізіонів чемпіонату Румунії. Клуби провідного дивізіону стартують з 1/16 фіналу. На всіх стадіях окрім півфіналів, команди грають по одному матчу.

## 1/16 фіналу
| Команда 1                   | Рахунок      | Команда 2                      |
| --------------------------- | ------------ | ------------------------------ |
| 24 вересня 2019             |              |                                |
| Флакера (Хорезу) (2)        | 0:2          | Астра                          |
| Фореста (Сучава) (3)        | 2:1          | Газ Метан                      |
| УТА Арад (2)                | 1:3          | Динамо (Бухарест)              |
| Металул (Бузеу) (3)         | 1:0          | М'єркуря-Чук (2)               |
| Турріс (Турну-Мегуреле) (2) | 2:3          | Академіка (Клінчень)           |
| Конкордія (2)               | 2:3          | Волунтарі                      |
| Університатя (Крайова) (3)  | 2:3 дч       | Університатя (Клуж-Напока) (2) |
| 25 вересня 2019             |              |                                |
| Кіндія (Тирговіште)         | 0:1          | Германнштадт                   |
| Феурей (3)                  | 1:5          | Міовень (2)                    |
| Індустрія Галда (3)         | 0:1          | Петролул (2)                   |
| Решица (2)                  | 0:1          | КС Університатя (Крайова)      |
| Ботошані                    | 2:2 пен. 4:2 | ЧФР (Клуж-Напока)              |
| 26 вересня 2019             |              |                                |
| Ріпенсія (2)                | 1:4          | Сепсі                          |
| Сенетатя (Клуж) (3)         | 1:0          | Віторул (Констанца)            |
| Рапід (Бухарест) (2)        | 0:1          | КСМ Політехніка Ясси           |
| Металоглобус (Бухарест) (2) | 0:2          | ФКСБ                           |

## 1/8 фіналу
| Команда 1                      | Рахунок | Команда 2                 |
| ------------------------------ | ------- | ------------------------- |
| 29 жовтня 2019                 |         |                           |
| Університатя (Клуж-Напока) (2) | 0:1     | ФКСБ                      |
| Міовень (2)                    | 0:2     | Германнштадт              |
| 30 жовтня 2019                 |         |                           |
| Фореста (Сучава) (3)           | 0:4     | Динамо (Бухарест)         |
| Академіка (Клінчень)           | 2:0     | Ботошані                  |
| Сенетатя (Клуж) (3)            | 0:7     | Петролул (2)              |
| 31 жовтня 2019                 |         |                           |
| Металул (Бузеу) (3)            | 0:3     | КСМ Політехніка Ясси      |
| Сепсі                          | 4:2     | Астра                     |
| Волунтарі                      | 1:4     | КС Університатя (Крайова) |

## 1/4 фіналу
| Команда 1            | Рахунок | Команда 2                 |
| -------------------- | ------- | ------------------------- |
| 3 березня 2020       |         |                           |
| Академіка (Клінчень) | 0:1     | Динамо (Бухарест)         |
| 4 березня 2020       |         |                           |
| Петролул (2)         | 0:1     | Сепсі                     |
| КСМ Політехніка Ясси | 3:2     | КС Університатя (Крайова) |
| 5 березня 2020       |         |                           |
| Германнштадт         | 1:2     | ФКСБ                      |

## 1/2 фіналу
| Команда 1              | Заг. | Команда 2            | 1-й матч | 2-й матч |
| ---------------------- | ---- | -------------------- | -------- | -------- |
| 24 червня/9 липня 2020 |      |                      |          |          |
| Сепсі                  | 8:1  | КСМ Політехніка Ясси | 5:1      | 3:0      |
| 25 червня/8 липня 2020 |      |                      |          |          |
| Динамо (Бухарест)      | 0:4  | ФКСБ                 | 0:3      | 0:1      |

## Фінал
| 22 липня 2020 20:00 (EEST) |

| Сепсі | 0:1      | ФКСБ    |
| ----- | -------- | ------- |
|       | Протокол | Ман 65' |

| «Ілле Оане», Плоєшті Глядачів: 0 Арбітр: Себастьян Колцеску |